# Logisticus obscurus
Logisticus obscurus är en skalbaggsart som beskrevs av Waterhouse 1880. Logisticus obscurus ingår i släktet Logisticus och familjen långhorningar.
Artens utbredningsområde är Madagaskar. Inga underarter finns listade i Catalogue of Life.